# 斯巴达克斯起义
第三次奴隶战争（拉丁語：Tertium Bellum Servile）也称斯巴达克斯起义、斯巴达克斯战争（Bellum Spartaci）或角斗士战争（Bellum Gladiatorum），是前73年～前71年间的罗马共和国末期由色雷斯裔角斗士斯巴达克斯领导的大规模奴隶起义，也是古罗马三次奴隶战争中规模最大的一次。
公元前73年，70多名角斗士和奴隶在斯巴达克斯的率领下逃离卡普亚的角斗士训练场并发动起义，随着各地奴隶和贫民的加入，起义军迅速扩大到约12万人，在之后两年间四处袭击各地庄园城镇，多次击败罗马民兵和执政官率领的罗马军团，几乎两次纵穿意大利半岛。后世的历史学家普鲁塔克认为当时逃亡奴隶的主要目的是从山南高卢（现在的北意大利）翻越阿尔卑斯山，回到自己的中东欧故乡。但阿庇安和弗罗鲁斯等学者则认为叛乱者的目标是进军罗马城。
面对一系列的失败，罗马元老院在惊恐之余授权克拉苏组织8个罗马军团，全力镇压起义。公元前71年，被奇里乞亚海盗出卖的斯巴达克斯军队被克拉苏率军围困在意大利半岛最南端的卡拉布里亚。在得知罗马元老院已派遣庞培和卢库鲁斯率军支援克拉苏后，斯巴达克斯集合全体力量突围向克拉苏发起决战，最终在 塞萊河畔的背水一战中全军覆灭，剩余的俘虏大都被钉死在阿庇亚道沿途的十字架上；少数幸存的起义者逃到图利并于十年后参与叛乱，最后在前60年被盖乌斯·屋大维剿灭。
普鲁塔克的《比较列传》和阿庇安的《罗马史》记述了本次起义的经过，此外弗罗鲁斯、弗朗提努斯、李维和撒路斯提乌斯等人的著作中也有关于本次起义的记载。近代以来，伏尔泰、马克思和列宁等思想家和革命家给予斯巴达克斯起义极高的评价，称之为“正义的战争”，并将起义领袖斯巴达克斯视为带领劳动者阶层反抗压迫寻求解放的英雄人物。

## 背景

罗马共和国的领土扩张（公元前510年 - 公元前40年）

公元前3世纪后期统一了意大利半岛的罗马共和国在进入公元前2世纪之后，为了开疆拓土仍不断发起对外战争。其中包括在北非进行的第三次布匿战争、在希腊进行的马其顿战争、在小亚细亚进行的米特拉達梯戰爭、与叙利亚的塞琉古王朝之间进行的罗马叙利亚战争、在西班牙行省进行的努曼提亚战争等。这些战争使得罗马军团长期在外征战，而其中构成罗马军事力量核心的重装步兵主要是由拥有罗马市民权的罗马共和国公民组成的。这些罗马公民在战前大多从事中小型自耕农，是国家的经济基础力量。随着战事的延长，他们无法再继续农业耕作，逐渐与土地分离，成为了职业军人。
同时，以罗马元老院阶层以及骑士阶级为代表的罗马富裕阶层逐渐并购了上述土地，并建立起大土地所有制。由于受到当时法令的限制，元老院成员不得将对外战争中获取的资本投入商业经营活动，因此他们只能转而投资于坎帕尼亚等意大利半岛中部的土地。而骑士阶层虽然不受法律约束，可以将大量资金投入商业活动，但他们往往也倾向于投资传统而且稳定的郊区农地。作为土地上的廉价劳动力，有产阶级从已经征服的高卢、日耳曼尼亚、色雷斯等地大量输入奴隶，从而迅速建立起了所谓大土地所有制。

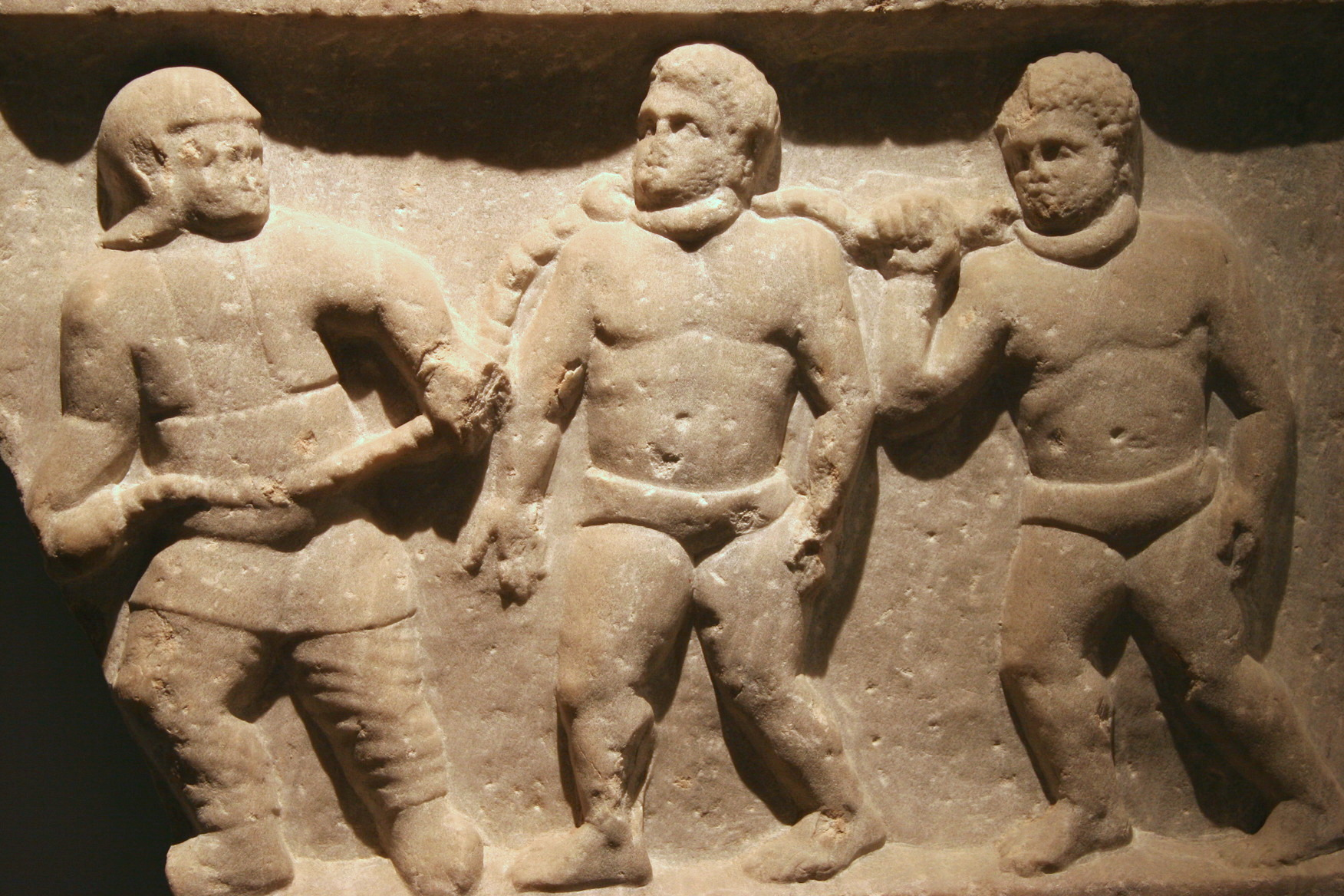
头戴枷锁被罗马士兵押送的战俘。之后他们将在奴隶市场被贩卖。

纵观古罗马发展史，奴隶作为廉价的劳动力，始终是罗马经济的主要推动力之一。通过与外国商人的奴隶贸易以及将战俘或征服地居民卖作奴隶，罗马的劳动力可以源源不断地增加。这些奴隶中有小部分被当做侍从或者佣人使唤，但大多数都被派至矿山、西西里以及意大利南部的大农场从事生产。
罗马共和国时期的奴隶受到的压迫是惨无人道的。根据罗马法律，奴隶只是财产，而非自然人。奴隶主对奴隶的虐待、伤害甚至杀害都不受法律限制。尽管奴隶从事的工作各不相同，但大多数奴隶都被强迫在最艰苦的农场和矿山从事严酷的体力劳动。
当受到残酷压迫的奴隶集中在一起后，就往往容易引发暴动或者叛乱。公元前135年和公元前104年，第一次奴隶战争以及第二次奴隶战争都在西西里爆发。许多希望逃离奴隶生活的人在叛乱组织者的领导下，集合成数万人规模的起义军。对此，元老院虽然花费了数年的时间才予以镇压，但仍然未将奴隶起义视为威胁共和国存亡的重大隐患。这主要是由于意大利本土尚未发生奴隶叛乱，因此政治家们并不认为奴隶会构成对罗马的根本性威胁。然而随着第三次奴隶战争的爆发，元老院的这一观念终于被证明是错误的。

## 起义爆发 （公元前73年）

### 逃离角斗士训练所

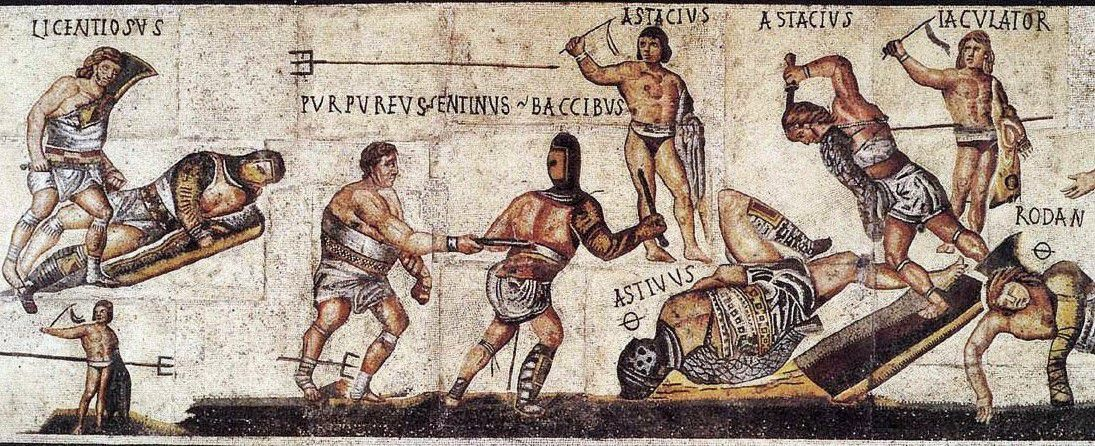
角斗士马赛克画，收藏于博爾蓋塞美術館

在公元前1世纪的罗马共和国，角斗士比赛是最受欢迎的娱乐活动之一。为了培养适合比赛的角斗士，意大利各地建起了多所角斗士训练所。在这些训练所里，战俘以及从奴隶市场买来的奴隶和自愿参加的一部分罗马公民成为角斗士，学习各类格斗的技巧。战绩优越的角斗士会赢得财富和荣誉，同时其训练师也会从中获利。但另一方面，即使在奴隶阶层中，角斗士也仍属于最低等的类别，训练师也被视为与妓院主人类似的最低贱的职业。尽管在比赛中落败的角斗士虽然并不一定会被处死，但侥幸赢得数场比赛后获得自由的機率仍非常小，大多数角斗士的悲惨命运并不会发生改变。

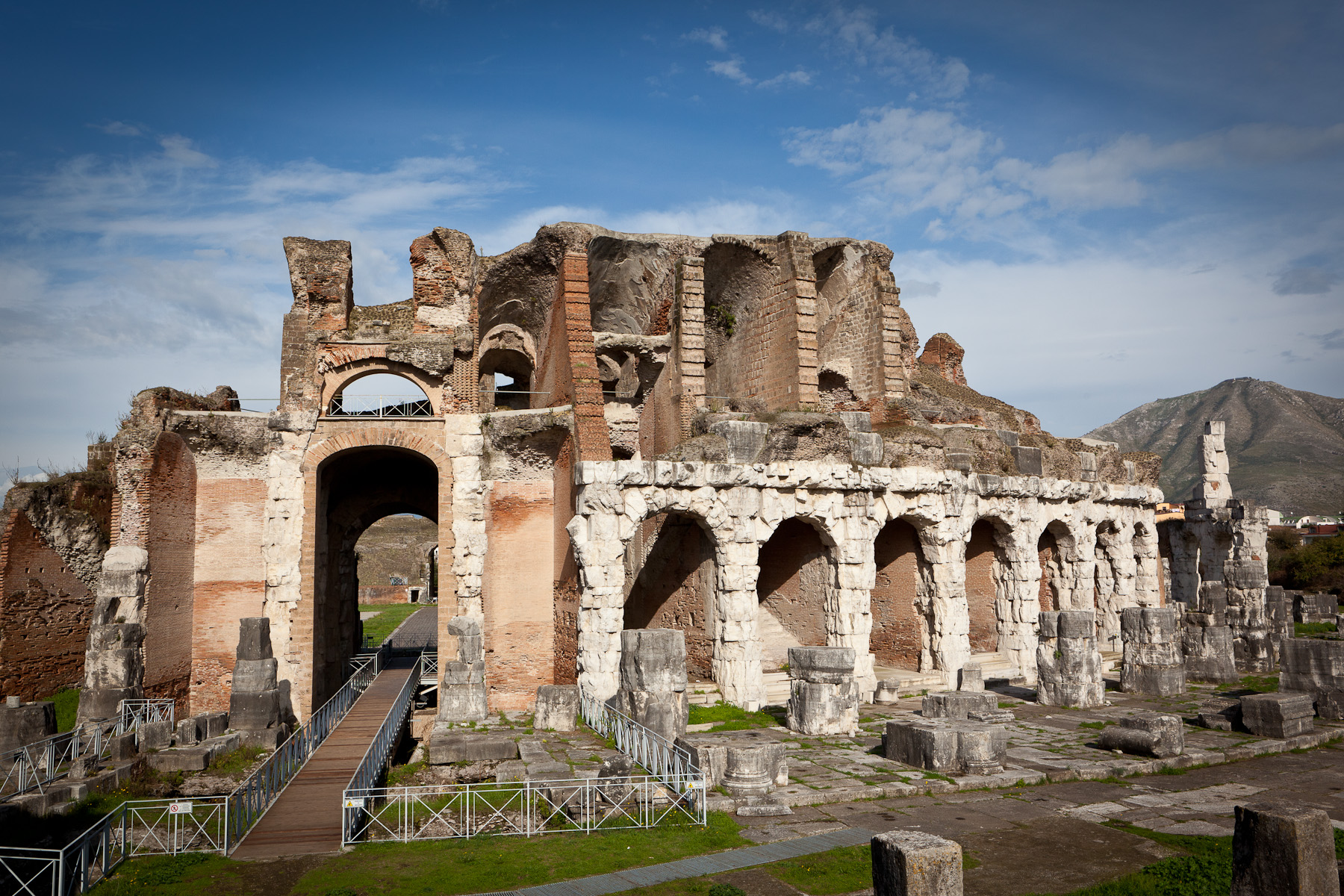
卡普亚圆形竞技场遗址。

起义领袖斯巴达克斯是一名出身于色雷斯的角斗士奴隶，当时隶属于坎帕尼亚卡普亚的巴蒂雅图斯所拥有的角斗士训练所。关于斯巴达克斯的来历，史家众说纷纭。普鲁塔克认为他是色雷斯的马伊杜伊族人，但阿庇安却说他原本是罗马军团的一名色雷斯兵，之后因成为战俘而被卖作角斗士。弗罗鲁斯的记载则更为具体，他说“斯巴达克斯出身于色雷斯的枚迪族，在米特拉达梯战争中成为本都王国一方的雇佣兵。当枚迪族与罗马议和之后，他成为了罗马军中的一名辅助兵，但之后却投入了反对罗马的战斗。在被罗马军俘虏后，被卖作奴隶，送至卡普亚的角斗士训练所”。近代历史学家蒙森还认为斯巴达克斯是博斯普鲁斯王国的色雷斯系王族后裔。另外也有一种观点认为，史料中提及的斯巴达克斯出身的色雷斯（Thraex）并非一个民族，而是角斗士的一个类别（所谓的色雷斯角斗士）。
公元前1世纪前后，南部意大利的坎帕尼亚盛行角斗士比赛，其中最早的角斗士训练所就在卡普亚附近。卡普亚的巴蒂雅图斯训练所里关押了许多高卢人和色雷斯人的角斗士，其遭受了严酷的剥削和压迫。公元前73年，200名角斗士奴隶密谋脱逃，当计划被告密者泄露后，约70名奴隶带着厨房的菜刀和铁制烤串等武器从训练所逃走，并从路过的马车上抢到了角斗士使用的武器和铠甲。重获自由的角斗士们推选斯巴达克斯以及两名高卢人（克雷斯和奥诺马乌斯）为首领。
逃犯们经过战斗，击退了卡普亚派来的小股军队。他们耻于使用角斗士配备的武器，所以改用从对手处缴获的武器。对于从训练所逃走后的经过，史料记载不一，但基本上一致认为，逃犯们在卡普亚附近掠夺民宅，并不断吸纳周边的奴隶以扩充队伍，并在维苏威火山里建立了据点。

### 法务官率军讨伐失败

逃亡奴隶的战斗路线
法务官军的战斗路线叛乱初期的罗马军与奴隶军的行动图。自公元前73年卡普亚暴乱起至公元前72年冬季。

当时的暴乱发生地坎帕尼亚是许多罗马富人权贵的庄园所在地，因此这场叛乱立即引起了罗马政府的警觉。当最初政府并没有将其定性为一场武装暴动，而只是作为大规模的治安恶化来处理。

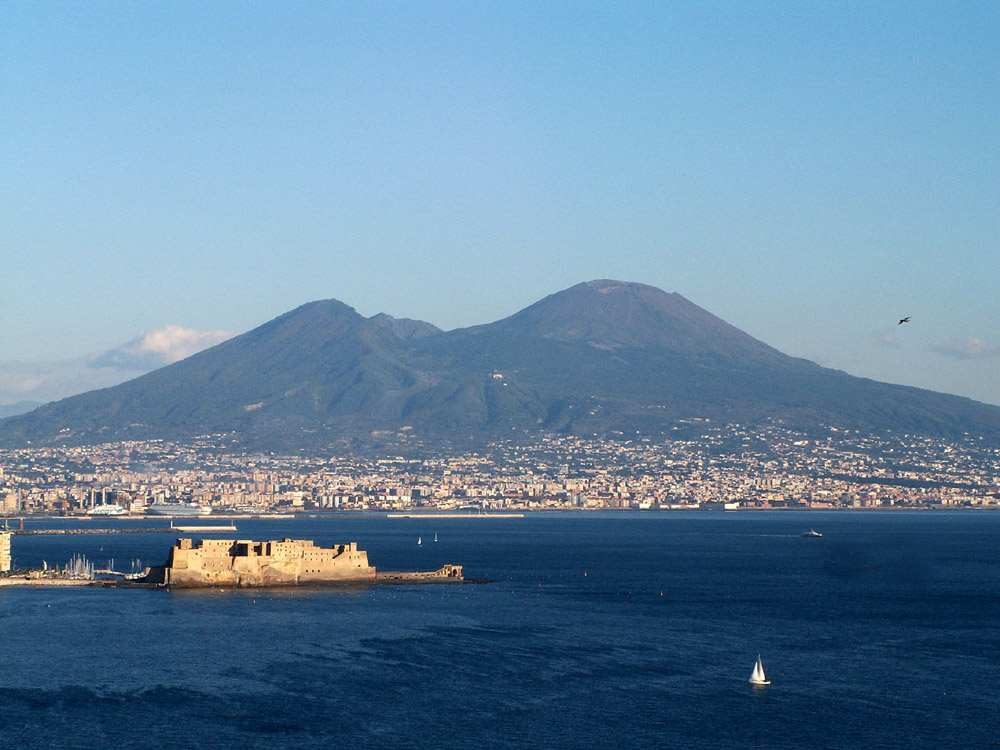
角斗士们占据的维苏威火山。

但到了下半年，罗马政府认为必须镇压叛乱，于是派遣一名法务官率讨伐军平定。法务官蓋烏斯·克勞狄斯·葛萊伯虽然集结了3,000名的队伍，但这些士兵并非正规的军团兵，而是紧急征召的民兵，从这一点也可以看出罗马人在起初并未将这场暴乱视为战争，而只以为是盗贼土匪的袭击而已。葛萊伯的部队将奴隶们包围在维苏威火山中，并封锁了通往山区的唯一一条道路。这位指挥官以为奴隶军在围困中必将难耐饥饿，因此计划等待叛乱者下山投降。
奴隶军虽未受到军事训练，但他们发挥了极大的创造性，面对罗马军使用了一步奇招。为了突破格拉贝鲁的包围，斯巴达克斯的部队从维苏威火山的斜坡上利用树藤等制作绳索和梯子，偷偷地从罗马军背后的山崖爬下，发动奇袭，一举歼灭了毫无防备的罗马军队。
于是，第二支由法务官帕博利乌斯·瓦力尼乌斯率领的讨伐军再次被派往镇压叛乱。不知出于何种考虑，指挥官将军队分成两部，分别由弗利乌斯和柯西尼乌斯率领。普鲁塔克在史书中提到弗利乌斯部兵力为3000人，其余部队的兵力以及是否为正规军团兵这些都不详。第二次讨伐军也仍然没能逃脱失败的命运，柯西尼乌斯战死，而瓦力尼乌斯被生擒，罗马军的装备也都被奴隶军充作战利品。 
经过这两场胜利，当地以放牛人和放羊人为主的大批牧人奴隶都投靠在斯巴达克斯麾下，起义军人数扩充至约7万人。公元前73年到72年的冬天，起义军为了训练新兵和整备部队，将袭击范围扩大至诺拉、诺切拉、图里伊以及梅塔庞托等地。
当然，起义军也并不是毫无损失。起义军的初期首领之一奥诺马乌斯在后来的战役记载中再未出现，因此被推测已经战死。

## 起义军的成分与目的

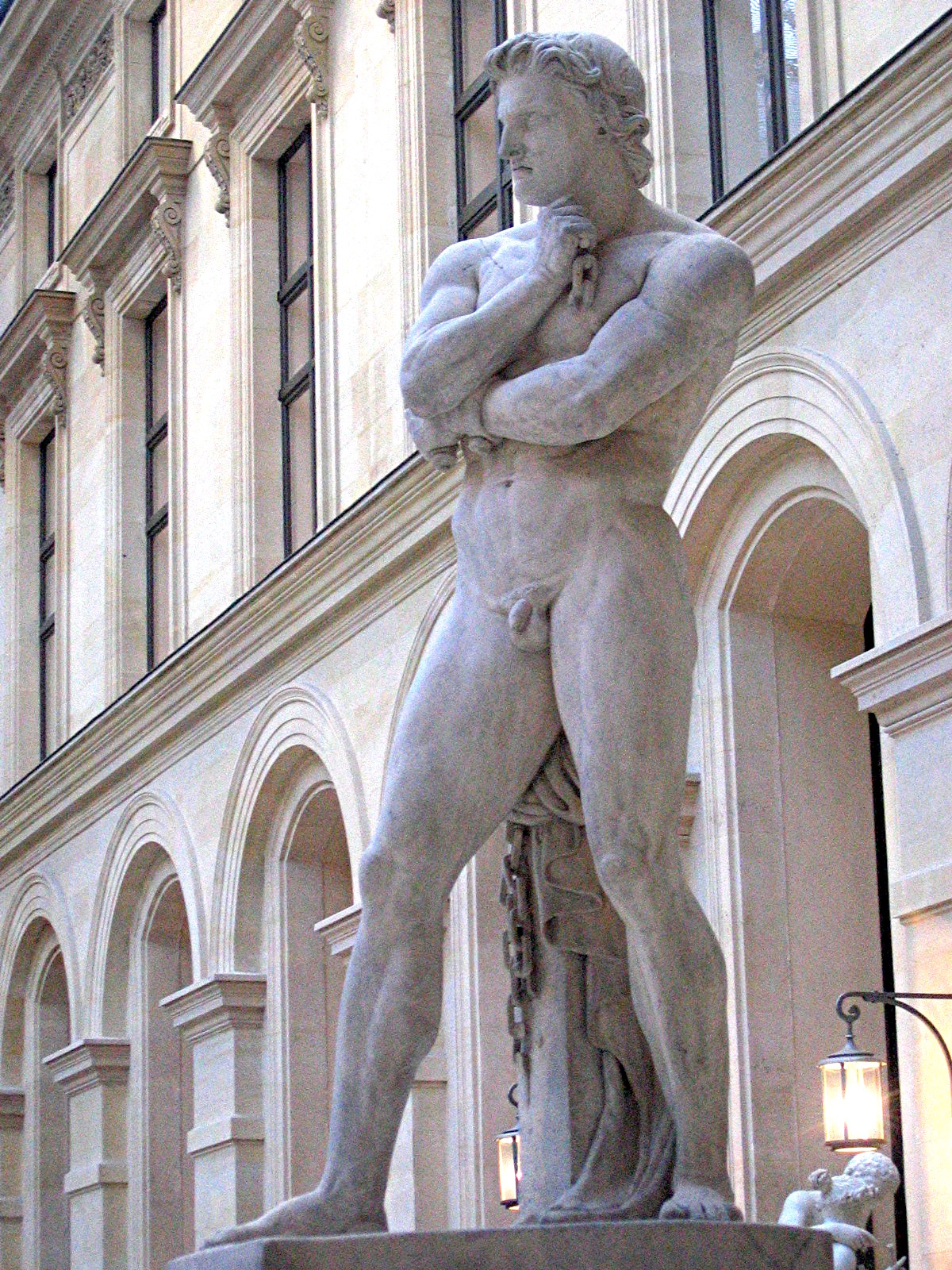
斯巴达克斯像，丹尼斯·福雅迪尔雕刻、1830年、卢浮宫美术馆

关于斯巴达克斯起义军的规模，各种史籍中的数字都不尽相同。从占领南意大利开始到沿半岛北上为止的鼎盛时期，兵力达12万人到20万人，而到了战败前，起义军总人数可能已经超过了30万人。起义军中包括角斗士、牧人奴隶（放牛人和放羊人）、逃脱的奴隶（家奴和农奴）、手工业奴隶、贫农、底层民众、破產公民、慕名而来的自由民以及罗马军团的叛逃士兵。其中，农奴占了军队人数的大多数，到了后期，斯巴达克斯开始禁止接收罗马军团中的叛逃士兵。从民族成分来看，起义军主要包括日耳曼人、凯尔特人（高卢人）、斯科迪斯奇人、色雷斯人以及意大利人（自由民和奴隶），至于其他希腊、叙利亚等地的东方奴隶以及西班牙和非洲等地的奴隶較少被史料提及。
据阿庇安记述，奴隶起义军军纪严明，对于俘获的战利品或者掠夺来的物品都平均分配，并且禁止私人占有金银等财产。另外，根据撒路斯提乌斯的描述，斯巴达克斯也严格禁止了滥用暴力和抢劫等行为。
关于起义军的战略目标，史家的见解也各有不同。阿庇安与弗洛努斯主张斯巴达克斯希望率军进攻罗马，这可能也是当时导致罗马市民产生恐慌情绪的一大原因，但根据之后的战争进程来看，至少在后半阶段并看不出奴隶们有这一打算。而普鲁塔克认为，斯巴达克斯只是希望带领奴隶们北上山南高卢，回到家乡以获得自由。
以德国历史学家蒙森与苏联学者密舒林为主的近现代史学家中的主流观点认为，奴隶军在后期分裂成两派力量，其中斯巴达克斯派希望翻越阿尔卑斯山而重获自由，而克雷斯派希望留在南意大利继续掠夺当地居民和富人。普鲁塔克也在史书中提到，一部分奴隶并不愿意翻过阿尔卑斯山，而只想留在意大利四处掠夺。公元前1世纪的历史学家撒路斯提乌斯的著作中记述了克雷斯派“积极迎敌，迫切渴望战斗”。二战以后，史学界出现的新观点认为，斯巴达克斯与克雷斯之间并没有分裂，而只是负责在两地分头作战。

## 执政官的失败（公元前72年）
此时的罗马共和国正在东西两线开战。西面的西班牙地区，从公元前77年开始，塞多留的叛乱尚未平息，而东方的本都王国国王米特拉达梯六世也在公元前73年再次与罗马开战（史称“第三次米特拉达梯战争”）。另外，在地中海东部的克里特岛上的海盗也严重威胁到罗马的海上补给线。强敌环伺下的罗马本土爆发的奴隶起义进一步加重了共和国的危机。

公元前72年战况（阿庇安）
克雷斯进军路线
斯巴达克斯进军路线
盖利乌斯进军路线
朗图卢斯进军路线
两位执政官进军路线1.盖利乌斯击败克雷斯。
2.斯巴达克斯击败朗图卢斯。
3.斯巴达克斯击败盖利乌斯。
4.斯巴达克斯击败两位执政官。

公元前72年战况（普鲁塔克）
克雷斯进军路线
斯巴达克斯进军路线
盖利乌斯进军路线
朗图卢斯进军路线1.盖利乌斯击败克雷斯。
2.斯巴达克斯击败朗图卢斯。

公元前72年，奴隶军离开冬季营地，北上进军山南高卢（现在的北意大利地区）。
罗马元老院面对这支打败了两名法务官的庞大起义军，决定派遣朗图卢斯与盖利乌斯这两位执政官率罗马军团予以镇压。盖利乌斯军团在加尔加诺山麓与克雷斯率领的3万人起义军交战。撒路斯提乌斯的著作《历史》（Historiae）中对这场战役略有涉及。当时在数量上处于劣势的盖利乌斯将部队配置在高地上组成两列採取守势，克雷斯率军攻击，但在地势上佔优勢的盖利乌斯获得全胜，歼灭了克雷斯三分之二的军力。日后成为凱撒政敌的小加图也参加了这场战役，得胜的盖利乌斯大喜之下要给小加图表彰，但遭到了他的坚决推辞。
从这场战役之后直到克拉苏出兵为止，史家对战争经过的记载有很大的差异。尤其是阿庇安与普鲁塔克之间存在着明显的区别。但是，两者的内容并不是直接矛盾冲突，而是各家的记载各有详略，互相补充。

### 阿庇安版本

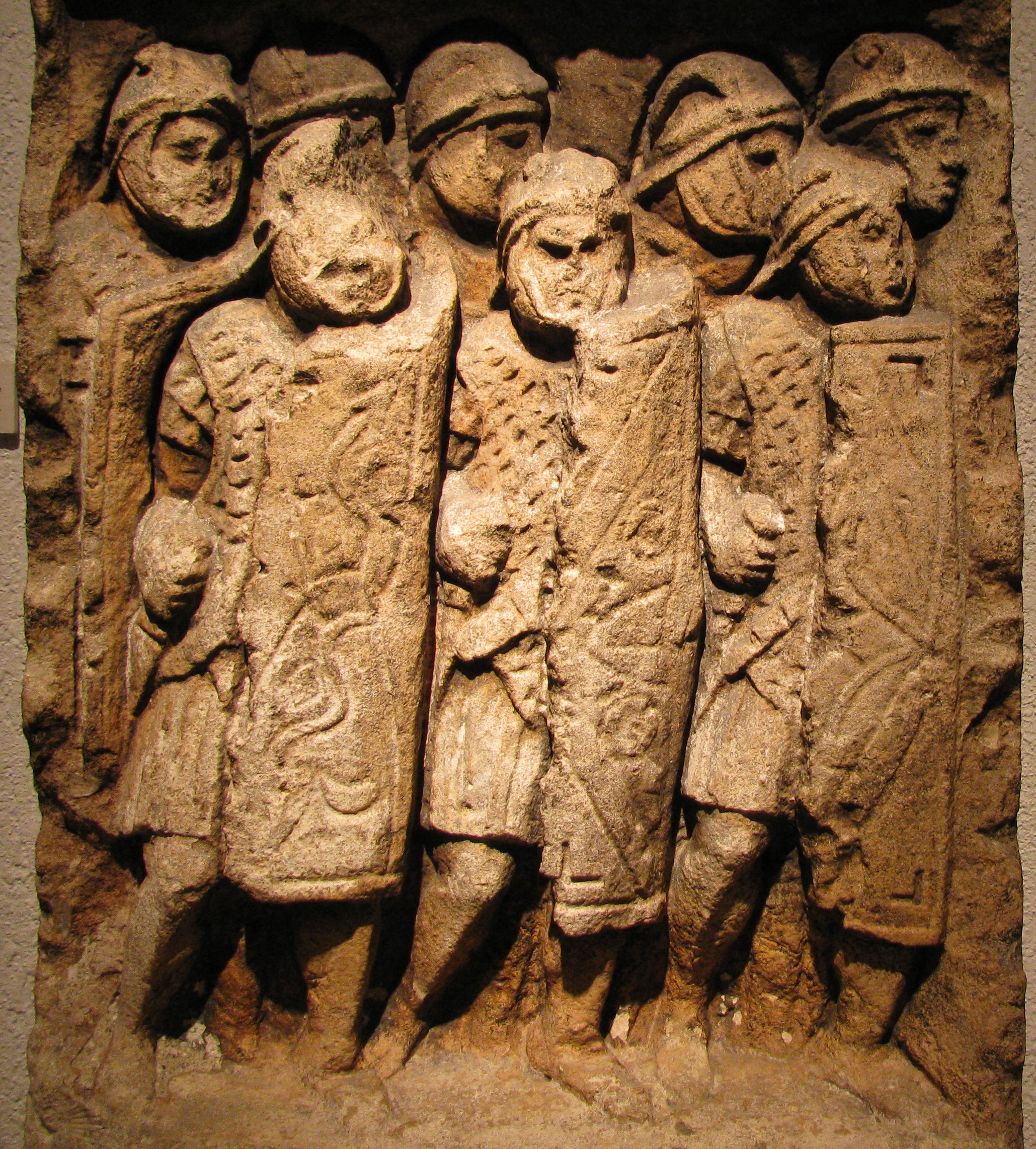
罗马军团士兵

根据阿庇安的记载，盖利乌斯军团与克雷斯部的交战后，战局开始陷入持久复杂的局面。
击败克雷斯后，盖利乌斯率军北上，追赶以山南高卢为目标的斯巴达克斯部队。他们计划用朗图卢斯军团来正面阻挡斯巴达克斯的前进，并以两名执政官的部队来夹击起义军侧翼。然而斯巴达克斯顺利突破了朗图卢斯的正面防线，此后又转向击溃了盖利乌斯军团，最后罗马军的计划落空，大败而归。
痛失克雷斯的斯巴达克斯为了报仇，将俘虏的300名罗马兵贬为角斗士，让他们互相厮杀至死。在罗马共和国时期，人们往往为了纪念逝者而举办角斗士比赛。据弗罗鲁斯记载，斯巴达克斯以罗马将军的葬礼规格来埋葬战死的部下，并命令战俘以角斗士的方式互相厮杀。战胜后的斯巴达克斯率领大约12万人的起义军继续北伐，为了急速行军，他将不必要的辎重烧毁，杀死战俘，也将运送货物的牲畜全部宰杀。
另一方面，落败的执政官军逃回罗马后再次编组成军团，与斯巴达克斯于皮塞努（现在的马尔凯附近）再次交战，但又一次被打败。
然而，此时的斯巴达克斯突然改变主意，计划直接进攻罗马城。但考虑到全军的装配尚未完备、附近没有作为基地的城市，而且斯巴达克斯也还没有做好最终攻克罗马的准备，于是他决定带领部队再次杀回南意大利。此后，起义军占领了图里附近的城镇村庄，四下抢掠，并通过商人将物资交换成铜铁用以打造兵器。这一时期，起义军多次击退了罗马军的进攻。

### 普鲁塔克版本
普鲁塔克记载的战争经过与阿庇安有很大的出入。
据普鲁塔克的史书记载，盖利乌斯在加尔加诺山麓打败克雷斯（普鲁塔克写作“日耳曼人”）之后，斯巴达克斯率军击败朗图卢斯军团，俘获了大量补给品和兵器之后向北意大利进发。此后，战败的两名执政官被元老院召回罗马，并被撤销了军队指挥权。普鲁塔克并未提及斯巴达克斯与盖利乌斯的交战以及在皮塞努与两名执政官的战斗。
但是另一方面，普鲁塔克记载了阿庇安并未提到的一些战斗。据他记载，斯巴达克斯率军北上至摩迪那（现在的摩德纳）。山南高卢属州长官卡西乌斯率1万罗马兵试图阻止斯巴达克斯的前进，但被起义军击败。
此后直至公元前71年春季的克拉苏与斯巴达克斯的战斗，普鲁塔克的著作中没有提到任何战斗，这点与阿庇安记载的进军罗马城以及退至图里等内容差别非常明显。

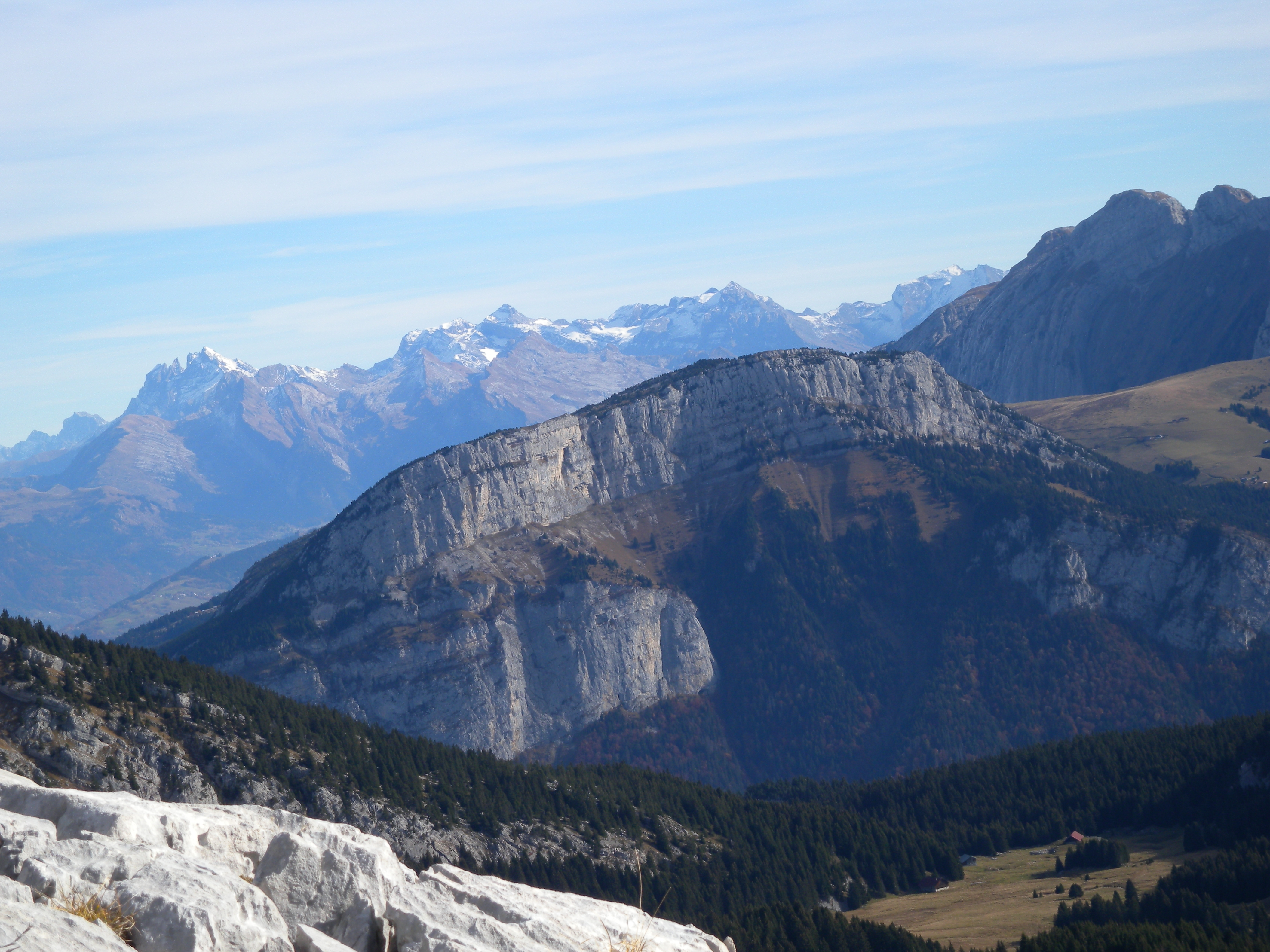
阿尔卑斯山脉。斯巴达克斯未选择翻越雪山而决定南下，但其原因不明。

至于起初可能是斯巴达克斯目的地的阿尔卑斯山脉为何最终没能翻越，普鲁塔克并没有做出任何说明。但2世纪的历史学家弗罗鲁斯对此做出的推测是，当时受到胜利鼓舞的斯巴达克斯改变了主意，企图进攻罗马城。
蒙森等多位近现代历史学家都认为，斯巴达克斯迫于属下的压力，选择了在半岛内来回掠夺。根据苏联学者密舒林的分析，起义军内部意见出现了分歧，加上阿尔卑斯山脉的环境险恶以及北意大利不发达的奴隶经济导致当地自耕农对起义军的抵制等原因共同导致了斯巴达克斯再次选择南下。但也有观点认为起义军内部并未出现重大分歧，斯巴达克斯本人也积极支持进攻罗马这一目标。
另一种观点则以波兰的卡密尼克和日本学者土井正興为代表，他们认为当时起义军到达山南高卢的时间已经晚于原定计划，而波河的泛滥导致渡河难度增加，另外即将到来的冬季使得携家带口的起义军几乎不可能成功翻越阿尔卑斯山脉，这些地理和气候的因素导致了斯巴达克斯不得不再次南下。此外也有一种观点认为，当时在斯巴达克斯故乡色雷斯的战争中，罗马军的获胜导致了他放弃了回归故土的想法。还有一些学者认为当时起义军成员主要由自由农民组成，因此他们根本不愿意翻越阿尔卑斯而去征服一片未知的土地。不论何种原因，史书都一致记载了数万人的起义大军折返向南这一结果。

## 对战克拉苏（公元前71年）

公元前71年上半年的战况
斯巴达克斯进军路线
克拉苏进军路线

尽管史家对于公元前72年的战争经过的记述各有不同，但基本相同的一点是，在公元前71年上半年，斯巴达克斯及其率领的逃亡奴隶军队的主要活动区域集中在南意大利。

### 克拉苏独揽军权

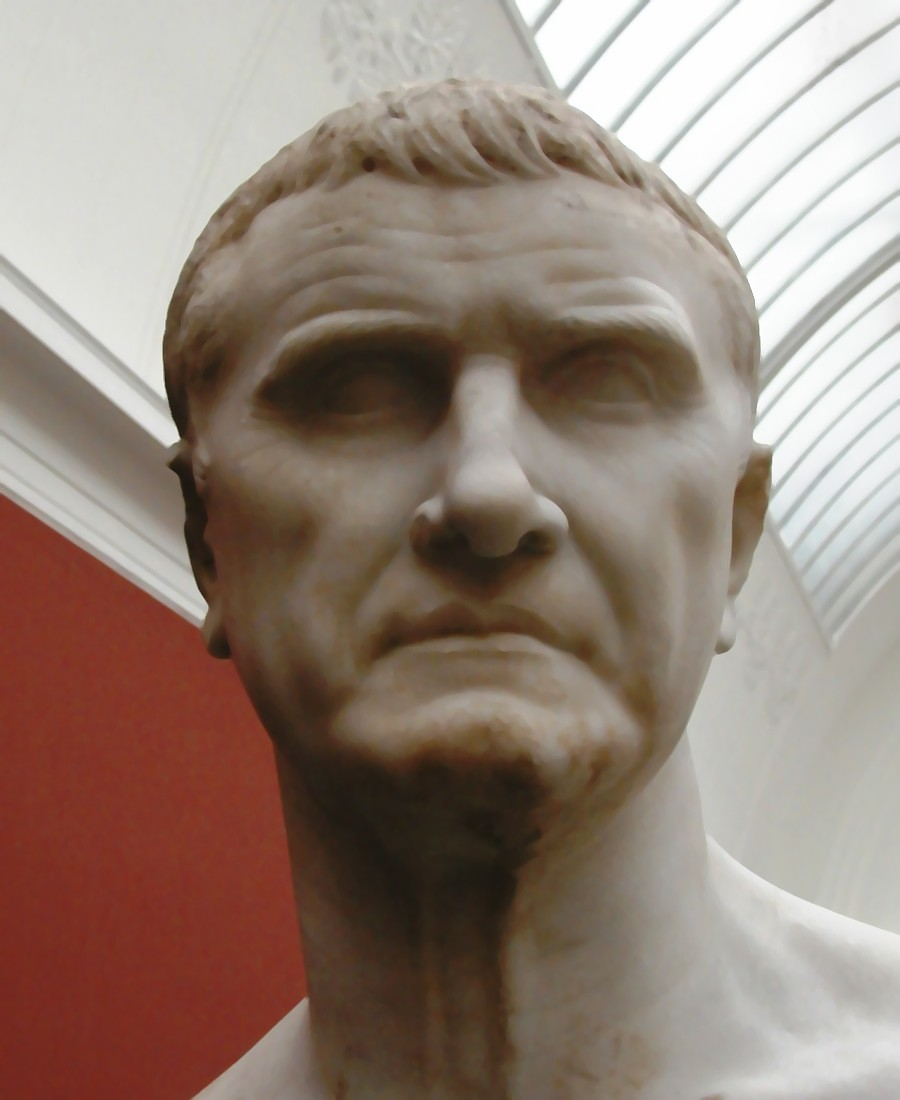
克拉苏的半身雕像

公元前71年，面对起义军的步步紧逼，罗马当局陷入了人才困境。当年度上任的执政官雷恩图卢斯与奥雷斯特斯在军事方面都乏善可陈，而对于负责镇压起义军的法务官一职，则没有人出面竞选。
元老院为了彻底消灭起义军运动，决定将军事大权交由马库斯·李锡尼·克拉苏。当时的克拉苏在罗马政界已经颇具名声，而且曾经在公元前82年的苏拉与盖乌斯·马略的内战中跟随苏拉屡建战功，因此被元老院寄予厚望。
被选为法务官的克拉苏同时被授予最高司令官的称号，他在朗图卢斯和盖利乌斯的军团基础上再征募了6个军团，总兵力达到四至五万人。克拉苏为了严明军纪，恢复了罗马古时严苛的十一抽杀律。阿庇安并没有详细记述克拉苏恢复这一刑罚的具体时间，但他记载了在整个战争期间，共有4千名以上的军团士兵因此受刑。
根据普鲁塔克的记载，克拉苏的副将穆米乌斯与斯巴达克斯首战落败后，其指挥的1个步兵队中的50人受到了处决。尽管对于细节的记载有所差异，但史书一致同意，克拉苏严格军纪的目的在于激励士兵背水一战，勇于杀敌。
不久，斯巴达克斯率军再度北上。克拉苏在前线布置了6个军团设防（普鲁塔克认为双方的首战发生在皮塞努，而阿庇安记载首战地为萨莫奈），此外他命令副将穆米乌斯率领2个军团迂回至斯巴达克斯后方包围，但不得与起义军正面交战。然而穆米乌斯未能执行克拉苏的命令，而与斯巴达克斯展开了战斗并被击破。尽管遭到了部分失利，但克拉苏率主力与斯巴达克斯正面交战，打败后者，歼敌6千人。
此后战局出现了重大转折。克拉苏军团在几场战斗中获胜，歼灭了几千人的叛军，并逐渐将斯巴达克斯逼迫到了意大利半岛南部的巴斯利卡塔、墨西拿海峡、以及意大利半岛最南端的卡拉布里亚的城市雷吉奥（现在的雷焦卡拉布里亚）。据普鲁塔克记载，被逼至海边的斯巴达克斯与奇里乞亚海盗交易，希望运送2千名士兵到西西里岛，在当地寻求增援。但是，收取了报酬的海盗们背信弃义，背叛了对起义军的承诺。多个史料中也提到，叛乱奴隶军为了渡海出逃，计划自制木筏，但克拉苏用计予以破坏，最终使得起义军放弃了出海的计划。
此后，斯巴达克斯的军队退至雷吉奥。克拉苏率军追击，并开始建造防御工事和壕沟以阻止起义军的行动。不久，起义军陷入了重重包围，补给出现了严重问题。

### 增援到达、起义失败

战争的终结
斯巴达克斯进军路线
克拉苏与庞培进军路线xxxx　克拉苏建造的长城。
1.前哨战
2.最终决战

与此同时，在西班牙成功镇压塞多留叛乱的庞培也率军凯旋，回到意大利本土。
尽管史料对于庞培是应克拉苏要求而增援还是仅仅是元老院的决定这一点上存在分歧，但元老院确实命令庞培的军队不入罗马城，直接南下支援克拉苏。另外，元老院还派卢库鲁斯给予增援（阿庇安将此人误记为当时正率军投入第三次米特拉达梯战争的卢基乌斯·李锡尼·卢库鲁斯，但实际上真正率军支援克拉苏的是馬其頓行省长官马库斯·特伦提乌斯·瓦罗·卢库鲁斯，他是卢基乌斯·卢库鲁斯的弟弟）。克拉苏得知庞培军团正在南下以及卢库鲁斯军团即将在布林迪西登陆的消息后，唯恐其战功被援军抢走，于是命令属下尽快出击，早日平定这场叛乱。

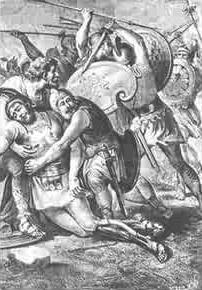
《斯巴达克斯的最后时刻》，尼可路·塞尼斯画、19世纪。

同时，得知庞培军团正在南下的消息后，斯巴达克斯也试图与克拉苏进行和谈，希望在对手的增援部队到达之前结束战争。克拉苏拒绝了和谈的要求后，斯巴达克斯军的一部分冲破包围，逃至卡拉布里亚州附近的佩特里亚（现在的斯特龙戈利）西部的山区，但还是遭到克拉苏军团的追击。罗马军团成功地打败从起义军主力中分裂出来的甘尼克斯和卡斯特斯两支部队，奴隶们虽然勇敢迎战，但最终12,300人均遭杀害，全军覆灭。 
克拉苏这一方也并非百战百胜。当时率军追击起义军的骑兵队长奎因特库斯和财务官斯库罗法斯遭到斯巴达克斯的迎击而溃败。然而，缺乏正规军事训练的叛乱奴隶们逐渐失去耐心。他们不再愿意随军撤退，其中部分人擅自脱离大部队，开始毫无章法地攻击克拉苏军团。
对大局逐渐失去控制的斯巴达克斯终于决心集合全部力量，与克拉苏决一死战。于是，双方在希拉河爆发最终的决战。克拉苏军队挖掘壕沟，以逸待劳，而斯巴达克斯声言“打赢这场战斗的话，战马就会取之不尽；如果输这场战斗，马也就没什么用。”将自己的战马杀死，参加步兵的战斗。斯巴达克斯期望亲手与克拉苏对决，浴血奋战中杀死对方的2名小队长，但是大势已去的起义军仍然难逃战败的命运。斯巴达克斯也在这场战斗中壮烈牺牲，但人们并未找到他的尸体。
第三次奴隶战争也随着这场战役的结束而告终。庞培的军队虽未来得及与斯巴达克斯正面交战，但在此后仍然抓获从战场上逃跑的5千名敌军，并全部处死。此后，庞培急速遣使向元老院请功，他认为克拉苏虽然在野战中打败叛乱奴隶，但最终结束这场叛乱的功臣还是自己，这也加深日后他与克拉苏之间的裂痕。
除了战死沙场的大部分起义军外，被克拉苏俘虏的6千名奴隶被钉在从卡普亚通往罗马城的阿皮亚大道沿线的十字架上。

## 战后

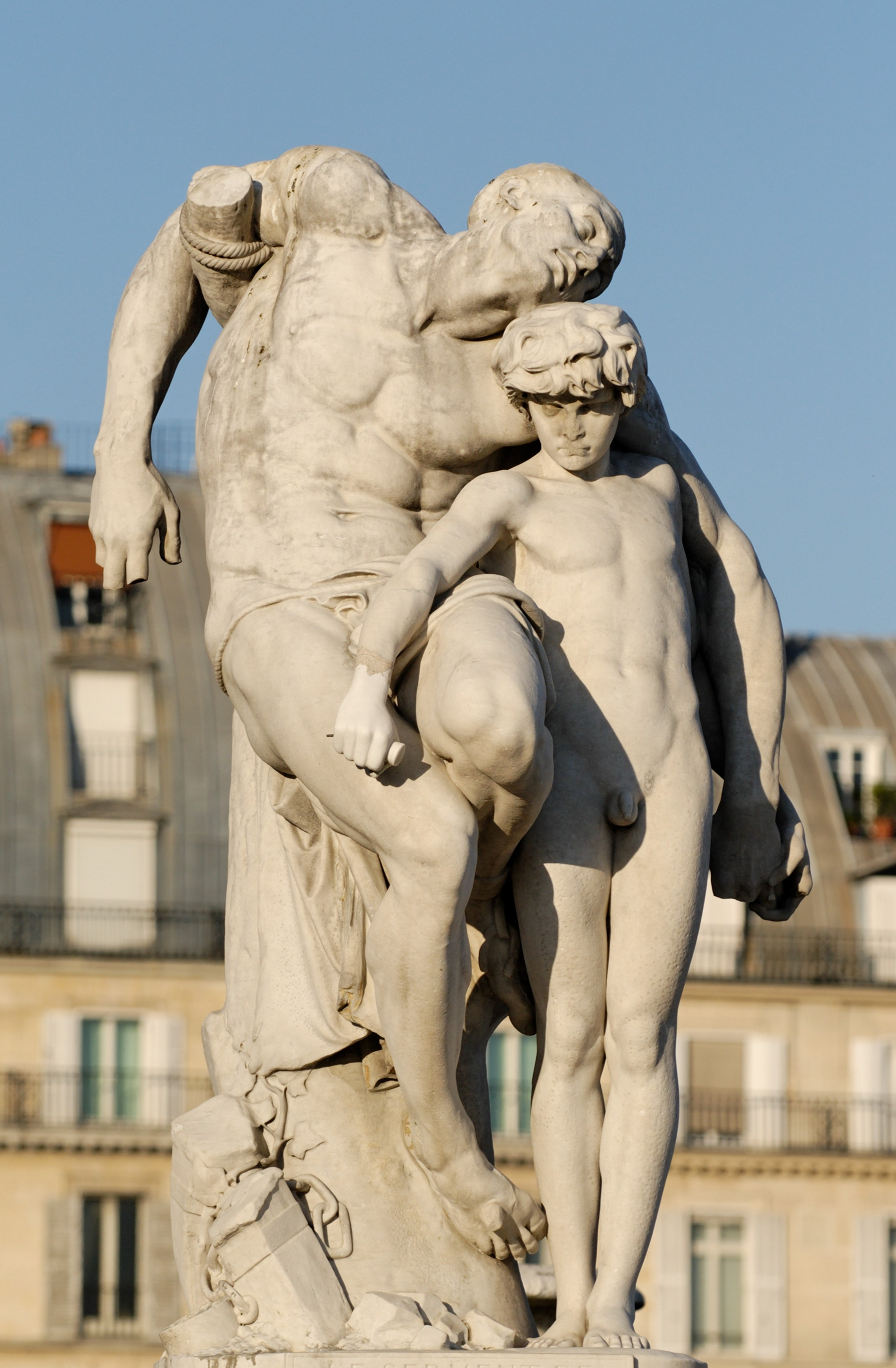
《斯巴达克斯之誓》
路易斯-欧内斯特.巴里阿斯作、1871年、巴黎、杜伊勒里宫

在平定这场史无前例的奴隶起义之后，庞培和克拉苏赢得了巨大的政治利益。他们率军回到罗马后，拒绝了元老院发出的解散军队的命令，在城外驻扎。在公元前70年度的执政官选举中，他们两人同时申请参加，但按照当时的法律，庞培未达到参加候选人的最低年龄，而且也不具备必需的财务官或法务官的任职经验。尽管如此，由于两人平叛功高，还是被罗马公民选举为公元前70年度的执政官。史家认为，庞培破格当选的重要原因就在于驻扎在罗马城外的庞大军团所施加的无形压力。
另外，在公元前71年末，罗马城为嘉奖庞培镇压西班牙叛乱的功绩，为其举办了盛大的凯旋仪式，但同样镇压了国内奴隶叛乱的克拉苏却只受到了较低规格的凯旋式。日后，这两位罗马的功臣与凱撒联手控制政局，史称“前三头政治”。
虽然斯巴达克斯起义最终以失败告终，但这场战争对罗马人的奴隶制度产生了深远的影响。叛乱平定之后，罗马人对奴隶的处置相对缓和了许多。而罗马的奴隶主也逐渐放弃了对奴隶的无限度剥削，一方面加强对奴隶的监督，而另一方面也允许奴隶拥有一定的财产，还允许奴隶结婚生育。另外，拥有大片土地的古罗马大地产制（大土地主）也逐渐减少农奴的数量，开始考虑与失去土地的自由人建立佃农契约关系。从公元前52年凱撒结束高卢战争之后直到图拉真皇帝（公元98年 - 117年在位）上台之前，罗马几乎没有对外发动大规模战争，因此通过征服而输入大量廉价奴隶的情况也不再出现。在相对和平的年代，大农场雇佣的自由身份的农民逐渐增多，而一部分奴隶也通过辛勤劳动，用积累的财富赎回自由身，变成了自耕农。
在罗马社会中，奴隶的法律地位和权利也开始出现变化。克劳狄一世（在位41年 - 54年）时期的法律将杀害老年和未成年奴隶的行为定为杀人罪，同时规定奴隶主抛弃这些奴隶的行为，将会被视为放弃了对奴隶的所有权。安敦宁·毕尤（在位138年 - 161年）时期，奴隶的权利进一步扩大，其主人将对杀害奴隶的行为负责，而理论上遭到虐待的奴隶也有权向仲裁机构申诉，一旦控诉成立，他可以被卖给其他人。上述改变并不能看成是斯巴达克斯起义的直接成果，但可以说这场起义对奴隶制社会的影响是巨大的。
斯巴达克斯起义也是古罗马奴隶制度开始走向衰落的分水岭，也是最后一场大规模的奴隶叛乱。

## 后世评价

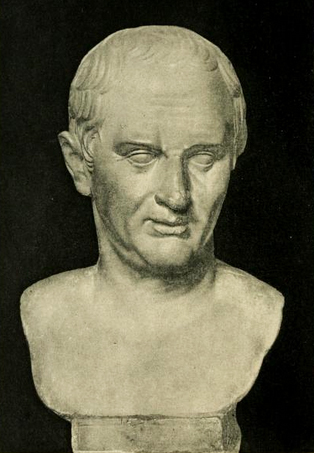
西塞罗

罗马共和国以及帝国时期的罗马史学家和政治家都将斯巴达克斯起义（第三次奴隶战争）定义为地位卑下的奴隶和角斗士引发的叛乱。同时期的著名政治家西塞罗将这场叛乱形容为“史上最可怕的战争”，并高度评价了将罗马共和国从这场危机中拯救出来的庞培。帝国初期的诗人贺拉斯和历史学家帕特尔库鲁斯也认为这场起义对罗马共和国构成了严重的危机。后来，西塞罗将斯巴达克斯蔑称为“盗贼团伙的首领”，并将其政敌安东尼比作斯巴达克斯，而安东尼也把其敌人屋大维比作斯巴达克斯加以责难。
在普通罗马人的眼中，斯巴达克斯与汉尼拔一样，都是“罗马的公敌”。往往大人在吓唬幼童时，也会说“斯巴达克斯来喽！”。而帝国晚期的神学家希波的奥古斯丁也将斯巴达克斯起义视为“天灾”，是上帝对信奉异教的罗马发出的一次警告。
对于这场战争的经过，后世的撒路斯提乌斯和李维曾经有详细的记载，但大多逸散漫失，目前仅存零碎的记录。相对比较完整的史料当推普鲁塔克的《比较列传》（Vitae Parallelae）和阿庇安的《罗马史》（Historia Romana），另外弗罗鲁斯、弗朗提努斯、奥罗修斯等人关于这场起义的记载综合起来也不过4000个词。对于罗马人而言，斯巴达克斯严重危害罗马的社会秩序，因此一直将其视为非正义的叛乱。

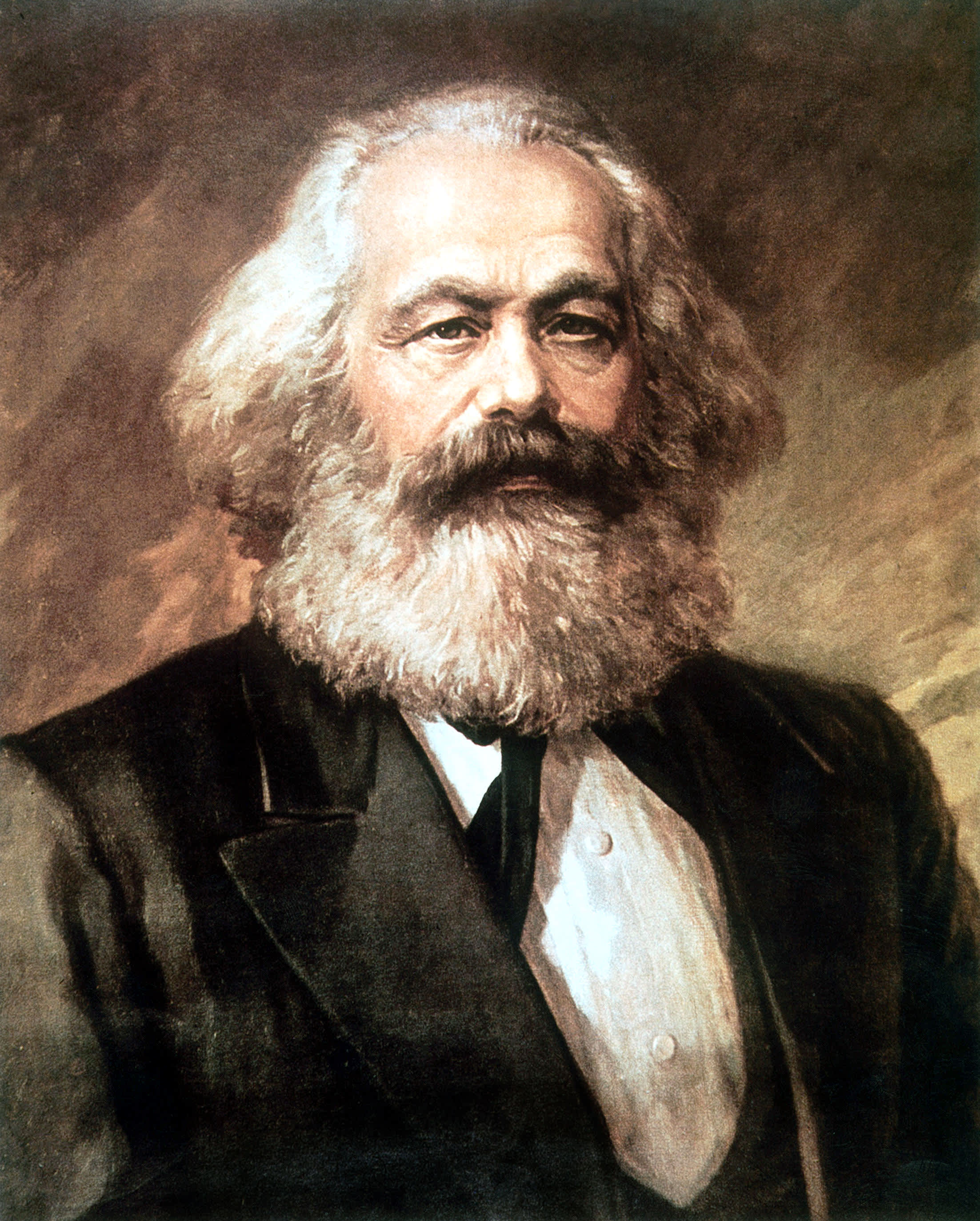
对斯巴达克斯作出高度评价的卡尔・马克思。

进入近代以后，斯巴达克斯起义开始被后人重新审视。首先对其作出正面评价的人就是法国启蒙主义思想家伏尔泰。伏尔泰认为斯巴达克斯起义是奴隶阶层对于残酷压迫的反抗，高度评价其为“历史上唯一一场正义的战争”。这场长久以来被人们遗忘的奴隶战争在18世纪再度引起人们关注，1760年伯納德-約瑟夫·蘇利恩创作的悲剧《斯巴达克斯》在巴黎上演。德国的启蒙主义文学家莱辛也赞扬斯巴达克斯的起义，将其视为“我的英雄” 。18世纪末，加勒比海的法国殖民地爆发了黑奴起义，成立了非洲大陆以外的首个黑人国家海地。领导这场海地革命的杜桑·卢维杜尔被世人称为“黑皮肤的斯巴达克斯”。但是，也有一些观点对斯巴达克斯起义持否定态度。德国唯心主义的代表哲学家黑格尔将第三次奴隶战争批评为“一场混乱”，而历史学家蒙森也将斯巴达克斯斥为“盗贼的首领”。
马克思主义的创始人卡尔·马克思将斯巴达克斯列为历史上最受他尊敬的人物，并在给恩格斯的书信中将这位奴隶领袖赞为“整个古代史上最杰出的人物”、“比加里波第伟大得多的将军”、“品格高洁”，并认为他是“古代无产阶级的真正代表”。
近代以来，斯巴达克斯成为寻求解放的无产阶级的象征人物和社会主义者及共产主义者景仰的英雄。在意大利统一运动中他也成为人们的偶像，加里波第的属下拉法埃洛·乔万尼奥里就曾创作了小说《斯巴达克斯》（"Spartaco"），加里波第还为该小说作序。在美国的奴隶解放运动以及捷克的民族运动中，斯巴达克斯都代表着反抗和自由的精神。《古代贫民》的作者瓦德也在书中表示“抵抗压迫并不是罪”。

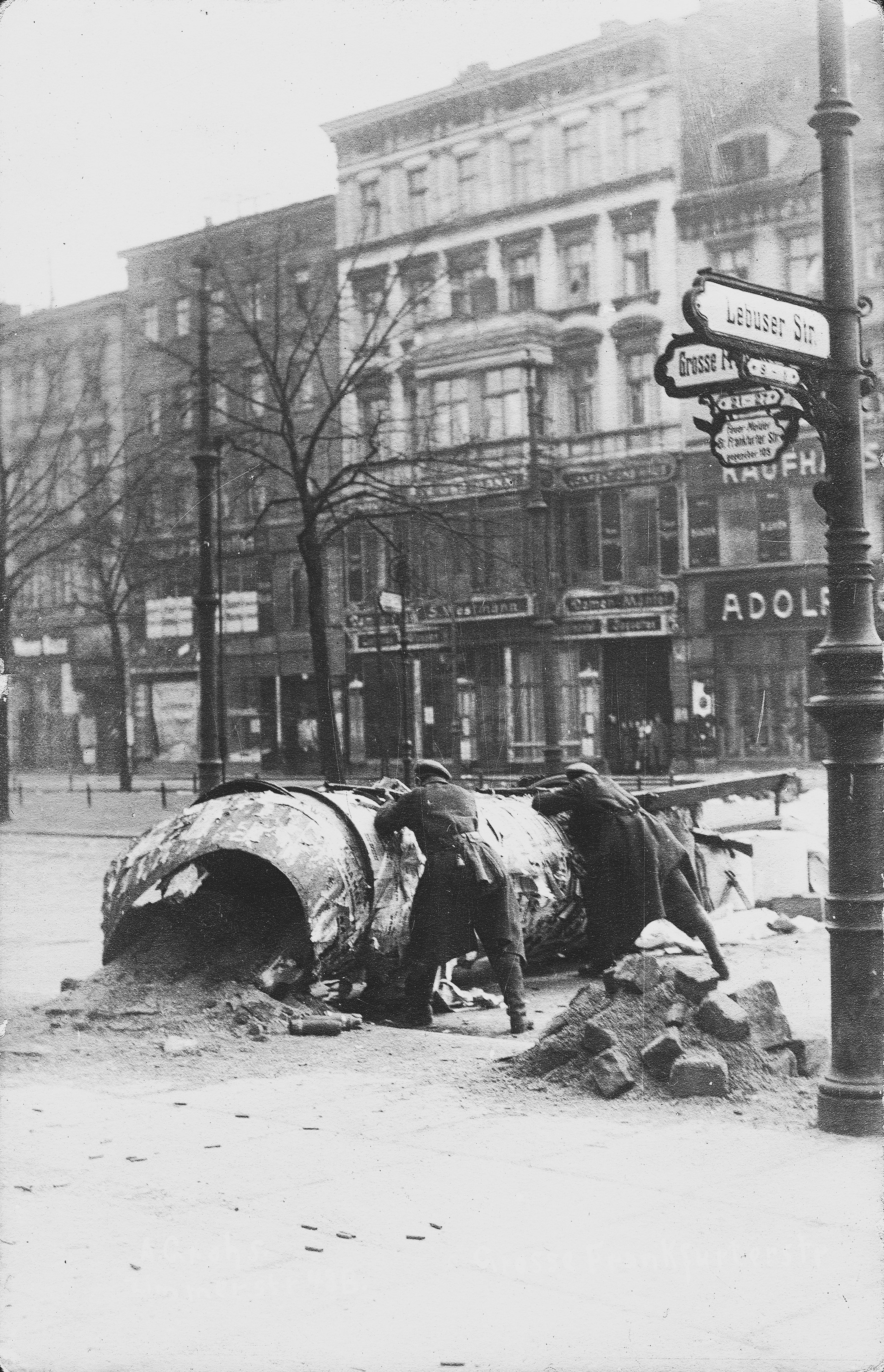
斯巴达克斯团运动。1919年1月

第一次世界大战中，掀起了反战运动的德国社会民主党左派领袖卡尔·李卜克内西和罗莎·卢森堡在政治性报刊《政治书信》上以“斯巴达克斯”为笔名，并将其组织的政治团体命名为“斯巴达克斯团”。后来斯巴达克斯团发展为德国共产党，并参加了1919年的武装起义，即斯巴达克斯团起义，起义失败后，李卜克内西和卢森堡等人均遭杀害。
共产主义历史观认为“一切社会历史都是阶级斗争的历史”，因此认为斯巴达克斯起义也是一次阶级间的斗争。十月革命后，在俄国建立布尔什维克政权的列宁也高度评价斯巴达克斯起义是一场“为了支持受压迫的阶级而发动的正义的战争，不能对此进行批评”，认为这场起义是受压迫者寻求解放的大规模内乱。
在苏联斯大林体制下，政府集中了学术力量对斯巴达克斯起义进行了研究，并将其定义为在“压迫阶级”的奴隶主与“受压迫阶级”的奴隶之间的阶级斗争，肯定了其革命性。关于古代社会阶级斗争的权威专家密舒林在1936年发表了马克思主义观点下的《斯巴达克斯－大奴隶叛乱史概要－》一书，将第三次奴隶战争界定为“奴隶革命”的第一阶段，并将斯巴达克斯比作西方神话传说中的英雄人物普罗米修斯。密舒林还指出，这场大起义的目的在于废除奴隶制，而罗马的统治阶级为了维持奴隶所有制，不得不逐渐削弱民主体制，最终发展成为恺撒式的军事独裁体制。谢尔盖·乌琴科也同意这一观点，并且高度评价了这场起义对奴隶制社会造成的巨大影响，他认为佃农制度的发展和罗马奴隶制经济的根本性变革都起因于这场起义。在文艺方面，斯巴达克斯起义也成为艺术家创作的题材，1954年公开的同名芭蕾舞作品也获得了列宁奖。
对于这些学术研究，西方自由主义阵营的约瑟夫·伏格特等学者认为，共产主义阵营各国对斯巴达克斯的研究中存在着严重的倾向性，其将奴隶叛乱与现代阶级斗争的联系过于牵强。西德学者佛库特也批评了这种将一连串奴隶叛乱定义为统一的奴隶制废除运动的解释，他认为这些叛乱并没有内在联系，只是个体争取自由的行为，而且当时的当政者也没有将其视为对体制本身的挑战。另一位学者拉法乌阿的观点也认为，斯巴达克斯起义的原因在于共和国末期的奴隶人口过于集中，而并非奴隶们有主动进行阶级斗争的意识。脱离了意识形态历史观来看的话，并没有史料记载着斯巴达克斯打出过废除奴隶制度或者进行阶级斗争的目标。
1970年代的以色列学者鲁宾宗对这场起义的所谓“奴隶叛乱”也产生了疑问。他认为起义军主体并非奴隶，而是意大利的自由农民。这一观点也得到了意大利学者列维和格阿里诺的支持，他们认为这场起义并非“奴隶战争”，而是“社会战争”。在日本，研究斯巴达克斯的专家土井正興的观点与共产主义各国的学说立场比较接近。
冷战时期，相对于高度评价斯巴达克斯的共产主义阵营，美国对这场起义的评价比较保守。麦卡锡主义盛行的1951年，霍华德·法斯特创作的小说《斯巴达克斯》被多家出版社拒之门外，最后不得不自费出版。结果该小说非常畅销，以此为原著的电影《斯巴达克斯》（导演：斯坦利·库布里克，主演：柯克·道格拉斯）在1960年上映，编剧是因麦卡锡主义而被迫离开好莱坞的达尔顿·楚姆波。大受欢迎的该部电影获得了四项奥斯卡奖。
冷战结束后的各国民族解放运动中，斯巴达克斯仍然成为革命偶像。萨帕塔民族解放运动的指挥者副司令马科斯就将斯巴达克斯与切·格瓦拉并称为反抗社会不平等的两大英雄。

## 文学、舞蹈及影视作品
- 历史小说《斯巴达克斯》（1873年至1874年，意大利作家拉法埃洛·乔万尼奥里）
- 芭蕾舞剧《斯巴达克斯》（1956年，阿拉姆·哈恰图良）
- 电影《斯巴达克斯》（1960年美国電影，由斯坦利·库布里克導演、柯克·道格拉斯主演）
- 音乐唱片《斯巴达克斯》（1975年，德国乐队Triumvirat）
- 芭蕾舞电影《斯巴达克斯》（1976年苏联）
- 宝塚歌劇花組《斯巴达克斯》（1992年日本）
- 小説《角斗士斯巴达克斯》（2004年，日本作家佐藤賢一（日语：佐藤賢一）著、中央公論社出版）
- 电视剧《斯巴达克斯》（2010年至2013年，美国Starz电视台）

## 脚注
- 英文的古典史料（李维、普鲁塔克、阿庇安等）以“巻数：章节”标记。

### 出典
1. ↑  Appian, Civil Wars, 1:117 （页面存档备份，存于）.
2. 1 2 3  ウィズダム 2002, p.128.
3. ↑  Smith, A Dictionary of Greek and Roman Antiquities, "Servus", p. 1038 （页面存档备份，存于）
4. ↑  Smith, Greek and Roman Antiquities, "Servus", p. 1039 （页面存档备份，存于）; Livy, The History of Rome, 6:12 （页面存档备份，存于）
5. ↑  Smith, Greek and Roman Antiquities, "Servus", pp. 1022–39 （页面存档备份，存于）.
6. ↑  Smith, Greek and Roman Antiquities, "Gladiatores", p. 574 （页面存档备份，存于）.
7. ↑  ウィズダム　2002, pp.19-20.
8. ↑  本村 2011, p.155,158;ウィズダム　2002, pp.19,22-23,79-80.
9. ↑  本村 2011, pp.214-216.
10. ↑  本村 2011, pp.218-219;ウィズダム　2002, pp.102-104.
11. 1 2 3  普鲁塔克, p.18.
12. ↑  Appian, Civil Wars, 1:116 （页面存档备份，存于）.
13. 1 2  特奥多尔·蒙森. . project Gutenburg.   [2012年10月24日]. （原始内容存档于2021年3月2日）.
14. ↑  Smith, Greek and Roman Antiquities, "Gladiatores", p. 576 （页面存档备份，存于）.
15. ↑  本村 2011, p.74,160.
16. ↑  Plutarch, Crassus, 8:1–2 （页面存档备份，存于）
17. ↑  Appian, Civil Wars, 1:116 （页面存档备份，存于）;Orosius, Histories 5.24.1
18. ↑  Plutarch, Crassus, 9:1 （页面存档备份，存于）.
19. 1 2  Appian, Civil Wars, 1:116 （页面存档备份，存于）.
20. ↑  Frontinus, Stratagems, Book I, 5:20–22 （页面存档备份，存于） and Book VII:6 （页面存档备份，存于）.
21. ↑  Plutarch, Crassus, 9:1–3 （页面存档备份，存于）; Frontinus, Stratagems, Book I, 5:20–22 （页面存档备份，存于）; Appian, Civil Wars, 1:116 （页面存档备份，存于）; Broughton 1968，第109頁
22. ↑  Plutarch, Crassus, 9:4–5 （页面存档备份，存于）; Livy, Periochae , 95 （页面存档备份，存于）; Appian, Civil Wars, 1:116 （页面存档备份，存于）; Sallust, Histories, 3:64–67.
23. ↑  Plutarch, Crassus, 9:3 （页面存档备份，存于）; Appian, Civil War, 1:116 （页面存档备份，存于）.
24. ↑  Florus, Epitome, 2.8（英语：Wikisource:Epitome of Roman History/Book 2#8）.
25. ↑  Orosius, Histories 5.24.2;Bradley 1989，第96頁
26. ↑  土井 1977, pp.10-11.
27. ↑  土井 1994, p.386;土井 1977, pp.129-130.
28. ↑  土井 1977, p.132,135.
29. ↑  土井 1994, pp.390-391;土井 1977, p.137.
30. ↑  土井 1977, p.140.
31. ↑  土井 1977, p.141.
32. ↑  Appian, Civil Wars, 1:117 （页面存档备份，存于）; Florus, Epitome, 2.8（英语：Wikisource:Epitome of Roman History/Book 2#8）.
33. ↑  Fields 2009, p.48.
34. 1 2  Plutarch, Crassus, 9:5–6 （页面存档备份，存于）.
35. ↑  土井 1977, pp.120-123.
36. ↑  Sallust, Histories, 3:96.:Fields 2009, p.55.
37. ↑  土井 1977, p.125-127.
38. ↑  土井 1977, pp.258-259.
39. ↑  Appian, Civil Wars, 1:116–117 （页面存档备份，存于）; Plutarch, Crassus 9:6 （页面存档备份，存于）; Sallust, Histories, 3:64–67.
40. ↑  Fields 2009, p.55.
41. ↑  Appian, Civil Wars, 1:117 （页面存档备份，存于）; Plutarch, Crassus 9:7 （页面存档备份，存于）
42. ↑  土井 1973, pp.116-117.
43. 1 2 3 4  Appian, Civil Wars, 1:117 （页面存档备份，存于）.
44. ↑  Appian, Civil war, 1.117 （页面存档备份，存于）.
45. ↑  Smith, Greek and Roman Antiquities, "Gladiatores", p.574 （页面存档备份，存于）.
46. ↑  Florus, Epitome, 2.8（英语：Wikisource:Epitome of Roman History/Book 2#8）;Bradley 1989，第121頁.
47. ↑  Appian, Civil war, 1.117 （页面存档备份，存于）
48. 1 2  Plutarch, Crassus, 9:7 （页面存档备份，存于）.
49. 1 2 3 4  Plutarch, Crassus 10:1 （页面存档备份，存于）;.
50. ↑  Plutarch, Crassus, 9:5 （页面存档备份，存于）.
51. ↑  土井 1977, p.199.
52. ↑  土井 1977, pp.202.
53. ↑  土井 1977, pp.211-212.
54. ↑  土井 1977, p.213.
55. ↑  土井 1994, pp.137-144,153-155;土井　1973, pp.125-130.
56. ↑  土井 1994, pp.150-151.
57. ↑  土井 1994, p.153.
58. ↑  土井 1973, pp.131-132.
59. ↑  土井 1977, pp.266-267,274.
60. ↑  土井 1977, pp.266-267.
61. ↑  Plutarch, Crassus, 6 （页面存档备份，存于）; Appian, Civil Wars, 1:76–1:104 （页面存档备份，存于）.
62. ↑  土井 1977, pp.268-269.
63. 1 2  Appian, Civil Wars, 1:118 （页面存档备份，存于）.
64. 1 2 3  Plutarch, Crassus, 10:1–3 （页面存档备份，存于）.
65. 1 2  Appian, Civil Wars, 1:119 （页面存档备份，存于）.
66. ↑  Florus, Epitome, 2.8（英语：Wikisource:Epitome of Roman History/Book 2#8）; Cicero, Orations, "For Quintius, Sextus Roscius...", 5.2 （页面存档备份，存于）
67. ↑  Plutarch, Crassus, 10:4–5 （页面存档备份，存于）.
68. ↑  Contrast Plutarch, Crassus, 11:2 （页面存档备份，存于） with Appian, Civil Wars, 1:119 （页面存档备份，存于）.
69. ↑  Strachan-Davidson on Appian. 1.120; Appian, Civil Wars, 1:120 （页面存档备份，存于）; Plutarch, Crassus, 11:2 （页面存档备份，存于）.
70. ↑  Appian, Civil Wars, 1:120 （页面存档备份，存于）; Plutarch, Crassus, 11:2 （页面存档备份，存于）.
71. ↑  Appian, Civil Wars, 1:120 （页面存档备份，存于）;.
72. ↑  Appian, Civil Wars, 1:120 （页面存档备份，存于）; Plutarch, Crassus, 10:6 （页面存档备份，存于）.
73. ↑  Bradley 1989，第97頁; Plutarch, Crassus, 11:4 （页面存档备份，存于）.
74. ↑  Plutarch, Crassus, 11:5 （页面存档备份，存于）;.
75. 1 2  普鲁塔克, p.24.
76. ↑  Appian, Civil Wars, 1:120 （页面存档备份，存于）; Plutarch, Crassus, 11:6–7 （页面存档备份，存于）
77. ↑  Appian, Civil Wars, 1:120 （页面存档备份，存于）; Florus, Epitome, 2.8（英语：Wikisource:Epitome of Roman History/Book 2#8）.
78. ↑  Matyszak 2004，第133頁; Plutarch, Pompey, 21:2 （页面存档备份，存于）, Crassus 11.7 （页面存档备份，存于）.
79. ↑  Plutarch, Crassus, 11.7 （页面存档备份，存于）.
80. ↑  Appian, Civil Wars, 1.120 （页面存档备份，存于）.
81. ↑  Appian, Civil Wars, 1:121 （页面存档备份，存于）.
82. ↑  Appian, Civil Wars, 1:121 （页面存档备份，存于）; Plutarch, Crassus, 12:2 （页面存档备份，存于）.
83. ↑  Fagan, Garret G. 的存檔，存档日期2006-04-23., "The History of Ancient Rome 的存檔，存档日期2006-05-12.: Lecture 23, Sulla's Reforms Undone", The Teaching Company. [sound recording:CD].
Appian, Civil Wars, 1:121 （页面存档备份，存于）.
84. ↑  Fields 2009, pp.81-82.
85. ↑  Davis 1912，第90頁
86. ↑  土井 1973, pp.185-186.
87. ↑  Smitha, Frank E. . 2006  [2006-09-23]. （原始内容存档于2019-06-12）.
88. ↑  土井 1973, pp.186-187.
89. ↑  Suetonius, Life of Claudius, 25.2 Archive.today的存檔，存档日期2012-06-30
90. ↑  Gaius, Institvtionvm Commentarivs, I:52 （页面存档备份，存于）; Seneca, De Beneficiis, III:22 （页面存档备份，存于）.
91. 1 2  Fields 2009, p.83.
92. ↑  土井 1977, p.2.
93. ↑  土井 1977, pp.4-5.
94. ↑  土井 1994, pp.319-320.
95. ↑  土井 1977, pp.1-2,15-16,18.
96. ↑  土井 1977, p.19.
97. 1 2 3 4  Fields 2009, p.84.
98. ↑  土井 1977, pp.3-4,7-8.
99. ↑  土井 1977, pp.25-26.
100. ↑  土井 1977, pp.26-27.
101. ↑  Fields 2009, pp.84-85;土井 1977, pp.29-30.
102. ↑  土井 1977, p.39-41,48-50.
103. ↑  Fields 2009, p.86.
104. ↑  土井 1977, p.49;土井 1973, pp.195-196.
105. ↑  Fields 2009, p.24;土井 1977, pp.52-53.
106. ↑  土井 1977, pp.57-60.
107. ↑  土井 1977, pp.65-68.
108. ↑  土井 1977, pp.73-74.
109. 1 2  Fields 2009, p.87.
110. ↑  土井 1994, p.3;土井 1977,p83.
111. ↑  密舒林 1950.
112. ↑  山本 1978, p.63,65.
113. ↑  山本 1978, p.63,66.
114. ↑  土井 1977, p.99.
115. 1 2  山本 1978, pp.63-64.
116. ↑  Fields 2009, p.47.
117. ↑  土井 1994, pp.11-16;346-349,361-365.
118. ↑  山本 1978, p.64.
119. ↑  土井 1966, p.95.
120. ↑  土井 1977, p.104.
121. ↑  .   [2012年11月15日]. （原始内容存档于2021年3月2日）.
122. ↑  Fields 2009, p.5.

## 相关图书
- 盐野七生. . 新潮社. 1994. ISBN 978-4103096122. 网址－维基内链冲突 (帮助)

## 参看条目
- 世界战争列表
- 革命和叛乱列表